# Zemplínske Hradište
Zemplínske Hradište és un poble al nord-est d'Eslovàquia. Es troba a la regió de Košice a la plana al·luvial del riu Ondava.

## Història
S'han trobat artefactes del Neolític (4700-400 aC) i de l'edat de bronze. La primera referència escrita Hradischa de la vila data del 1328 en un document de Carles I d'Hongria. A l'edat mitjana (segles xi-xiii) s'hi va construir una fortificació contra les invasions hongareses. Al segles xiii-xvi el poble pertanyia al castell de Trebišov. El 1566 el poble va ser destruït durant una invasió dels tàtars de Crimea.

## Demografia[1]
| Godina             | 1994 | 2004   | 2014   | 2024   |
| ------------------ | ---- | ------ | ------ | ------ |
| Nombre de persones | 1166 | 1150   | 1136   | 1084   |
| Diferència         |      | −1,37% | −1,21% | −4,57% |

| Godina             | 2023 | 2024   |
| ------------------ | ---- | ------ |
| Nombre de persones | 1099 | 1084   |
| Diferència         |      | −1,36% |